# Stefan Birčević
Stefan Birčević, en Serbio:Стефан Бирчевић, (nacido el 13 de diciembre de 1989 en Lazarevac, Belgrado, Serbia) es un jugador de baloncesto serbio. Con 2.10 metros de estatura, juega en la posición de ala-pívot en las filas del BC Lietkabelis Panevezys de la Lietuvos Krepšinio Lyga.

## Trayectoria
[actualizar]
Estivo en el U-BT Cluj-Napoca desde 2021 a 2023.
En 2023 firma con el Syntainics MBC.
Luego se marcha al BC Lietkabelis Panevezys.